# Руис, Антонио
Антонио Руис Сервилья (исп. Antonio Ruiz Cervilla; род. 31 июля 1937, Гуадалупа-де-Масиаскоке, Мурсия) — испанский футболист и футбольный тренер. Выступал на позиции полузащитника.

## Игровая карьера
Руис играл пять лет в составе «Реал Мадрида», дебютировав в Ла Лиге 21 апреля 1957 года в домашнем матче против «Сельты», который закончился победой со счётом 4:1. Он сыграл только 15 матчей в первых трёх сезонах вместе взятых, добавив пять полных матчей в сезоне 1958/59 в рамках Кубка европейских чемпионов, в том числе победу в финале над «Реймсом» со счётом 2:0.
В 1962 году Руис присоединился к «Депортиво Ла-Корунья» на правах аренды, во время своего единственного сезона с клубом он был одним из ключевых игроков, но команда по итогам сезона была понижена в классе. После увольнения из «галактикос» он провёл пять из следующих семи сезонов в Сегунде, причём в одном из двух (1964/65 с «Реал Мурсия») его клуб вылетел из элиты. Он вышел в отставку в 1970 году в возрасте 33 лет, имея в активе 103 игры и пять голов в Ла Лиге.

## Карьера тренера
Сразу же после ухода со спорта Руис начал тренерскую деятельность, его первой командой стал «Реал Мурсия Империал» — фарм-клуб «Реал Мурсия». В следующих трёх десятилетиях он с перерывами тренировал ещё восемь команд.
С 1979/80 сезона Руис тренировал «Лас-Пальмас» из высшей лиги, но был уволен рано — в своём втором сезоне, который команда завершила на 12-м месте. В 1984/85 и 1994/95 сезонах он провёл 30 игр в элите с «Эльче» и «Логроньес», обе команды, в конце концов, были понижены, а «Логроньес», сменив пять тренеров на протяжении всего сезона, набрал лишь 13 очков.